# 日高門別站
日高門別站（日语：／ Hidaka-monbetsu eki */?）位於日本北海道沙流郡日高町門別本町，是北海道旅客鐵道（JR北海道）日高本線上的站。以前是急行列車「襟裳」的停靠站。電報略號是。
「門別」源自阿伊努語的「mo-pet」（安靜的河）。 

## 車站構造
島式月台1面2線的地面站，可供會車。站房內唯一的一間Kiosk已在2010年3月31日撤店，目前僅餘販賣農產品的攤位。

## 車站周邊
- 國道235號
- 北海道道351號正和門別停車場線
- 日高町公所（原為門別町公所）
- 門別警察署本町派出所
- 門別郵局（與日本郵便苫小牧支店門別集配中心併設）
- 苫小牧信用金庫門別支店
- 門別町農業協同組合（JA門別町）本所
- 日高漁業協同組合門別支所
- 輕種馬中心
- 道南巴士「門別」站牌

## 歷史
- 1926年（大正15年）12月7日 - 由日高拓殖鐵道設立。此時稱為門別站。
- 1925年（大正14年）2月10日 - 改稱為日高門別站。
- 1927年（昭和2年）8月1日 - 政府買下日高線並收歸國有化，由國鐵管轄。
- 1977年（昭和52年）2月1日 - 廢止貨物和行李處理的業務。
- 1987年（昭和62年）4月1日 - 國鐵分割民營化後成為北海道旅客鐵道（JR北海道）轄下的車站。
- 1986年（昭和61年） - 簡易委託化，降為無人車站。
- 1990年（平成2年） - 新站房落成。
- 2010年（平成22年）3月31日 - Kiosk便利商店撤店。
- 2015年（平成27年）1月8日：厚賀站 - 大狩部站之間路段因大浪受損而暫停行駛列車，由公車代替行駛[1]。
- 2021年（令和3年）4月1日 - 廢站[2]。

## 相鄰車站

### 廢除路線
北海道旅客鐵道（JR北海道）
日高本線
富川－日高門別－豐鄉

## 相關項目
- 日高本線
- 日本鐵路車站列表

## 外部連結
- （日語）全驛參觀之旅 （页面存档备份，存于）